# Awantura w Khyberze
Awantura w Khyberze (ang. Carry On... Up the Khyber, alternatywny polski tytuł: Cała naprzód: Wrota Indii) – brytyjska komedia kostiumowa z 1968 roku w reżyserii Geralda Thomasa i ze scenariuszem Talbota Rothwella. Jest szesnastym filmem zrealizowanym w cyklu Cała naprzód i stanowi parodię „nurtu kolonialnego” w kinie przygodowym, m.in. ekranizacji książek Rudyarda Kiplinga.

## Opis fabuły
Akcja filmu rozgrywa się w połowie XIX wieku na północno-zachodnim pograniczu ówczesnych Indii, w pobliżu przełęczy Chajber, na dzisiejszym pograniczu Pakistanu i Afganistanu. Indyjska część tego obszaru, podobnie jak większość subkontynentu indyjskiego, znalazła się pod panowaniem brytyjskim, zaś miejscowy radża musi z niechęcią znosić dominację rezydującego po sąsiedzku brytyjskiego gubernatora. Interesów brytyjskich broni stosunkowo niewielki garnizon, złożony z żołnierzy elitarnej szkockiej jednostki, budzącej powszechny lęk wśród miejscowych za sprawą panującego wśród nich przekonania, iż żołnierze ci są tak silni i wytrzymali, iż nawet służąc w górach nie noszą nic pod kiltem.
Pewnego dnia w wyniku nieszczęśliwego incydentu miejscowi natrafiają jednak na żołnierza, pod którego kiltem znajdują bieliznę sięgającą kolan. Wkrótce później okazuje się, że jego koledzy również noszą majtki. Ośmieleni tym odkryciem lokalni arystokraci oraz podlegli im bojownicy postanawiają wszcząć antybrytyjskie powstanie. 

## Obsada
- Sid James jako gubernator Sir Sidney Ruff-Diamond
- Kenneth Williams jako kazi Kalabaru
- Joan Sims jako Lady Ruff-Diamond
- Roy Castle jako kapitan Keene
- Charles Hawtrey jako szeregowy Widdle
- Terry Scott jako sierżant MacNutt
- Angela Douglas jako księżniczka Jelhi
- Bernard Bresslaw jako Bunghit Din, afgański watażka
- Peter Butterworth jako brat Belcher
- Julian Holloway jako major Shorthouse, adiutant gubernatora
- Cardew Robinson jako fakir

## Produkcja
Podobnie jak w przypadku wszystkich filmów z cyklu Cała naprzód, sceny studyjne realizowano w Pinewood Studios. Do ujęć rezydencji gubernatora posłużył znajdujący się na terenie tego kompleksu wiktoriański dworek Heatherden Hall. Sceny w górach pogranicza kręcono na zboczach góry Snowdon, najwyższego szczytu Walii.